# Tumut Shire
Koordinaten: 35° 28′ S, 148° 21′ O

Tumut Shire war ein lokales Verwaltungsgebiet (LGA) im australischen Bundesstaat New South Wales. Das Gebiet war 4.566 km² groß und hatte zuletzt etwa 11.000 Einwohner. 2016 ging es im Snowy Valleys Council auf.
Tumut lag im Südosten des Staates und grenzte im Osten an die australische Hauptstadt Canberra. Das Gebiet umfasste 75 Ortsteile und Ortschaften, darunter Adelong, Argalaong, Batlow, Blowering, Brungle, Cabramurra, Gilmore, Gocup, Grahamstown, Kunama, Lacmalac, Minjary, Talbingo, Tumorrama, Tumut, Talbingo, Wondalga, Wyangle und Yarrangobilly. Der Sitz des Shire Councils befand sich in der Stadt Tumut im Nordosten der LGA, wo zuletzt etwa 6.200 Einwohner lebten.

## Verwaltung
Der Tumut Shire Council hatte sieben Mitglieder, die von allen Bewohnern der LGA gewählt wurden. Tumut war nicht in Bezirke untergliedert. Aus dem Kreis der Councillor rekrutierte sich auch der Mayor (Bürgermeister) des Councils.